# Morbio Superiore
Morbio Superiore foi uma comuna da Suíça, no Cantão Tessino, com cerca de 733 habitantes. Estendia-se por uma área de 2,80 km², de densidade populacional de 262 hab/km². Confinava com as seguintes comunas: Caneggio, Castel San Pietro, Cernobbio (IT-CO), Morbio Inferiore, Sagno.
A língua oficial nesta comuna era o Italiano.

## História
Em 25 de outubro de 2009, passou a formar parte da nova comuna de Breggia.